# Quilombo (Santa Catarina)
Quilombo es un municipio brasileño del estado de Santa Catarina. Tiene una población estimada al 2022 de 10 937 habitantes. Pertenece a la Región metropolitana de Chapecó.
Entre las bellezas naturales del municipio, que se esconde entre colinas y cerros, la más importante es el Salto Saudades, una bellísima secuencia de cascadas a 15 km del centro.

## Historia
Los primeros colonos en establecerse en la localidad era descendientes de alemanes, italiano y polacos provenientes de Rîo Grande del Sur en 1940.